# Hydrocarboxylation
L'hydrocarboxylation est un procédé de catalyse homogène permettant de traiter des alcènes ou des alcynes avec du monoxyde de carbone et de l'eau ou des alcools, des amines ou des acides carboxyliques afin de former d'autres acides carboxyliques ou des dérivés d'acides carboxyliques tels que des esters, des amides ou des anydrides d'acide. Les catalyseurs employés sont par exemple le tétracarbonyle de nickel Ni(CO)4 ou l'octacarbonyle de dicobalt Co2(CO)8. Découvert par Walter Reppe dans les années 1930, ce procédé fait intervenir des carbonyles métalliques susceptibles de fonctionner à la fois comme catalyseurs et comme sources de monoxyde de carbone selon les conditions de la réaction.
Les réactions mises en œuvre par ce procédé sont très largement modifiables. Ainsi, dans les exemples ci-dessous, un réactif protique peut être utilisé à la place de l'eau ou de l'alcool, tandis que l'acétylène peut être remplacé par un alcène :
Dans ces équations, il est possible d'utiliser de la diméthylamine ou des acides carboxyliques pour obtenir des amides ou des anydrides d'acide. Toutes ces modifications permettent d'obtenir une gamme de produits très diversifiée.